# Oreogeton tenuipes
Oreogeton tenuipes är en tvåvingeart som beskrevs av Collin 1933. Oreogeton tenuipes ingår i släktet Oreogeton och familjen Oreogetonidae. Inga underarter finns listade i Catalogue of Life.